# SINCERELY
『SINCERELY』（シンシアリー）は、2005年8月10日発売された山根康広18枚目のシングル。発売元は日本クラウン。

## 概要
前作から2年ぶりとなるシングル。
オリコンチャートに2週ランクインした。

## 収録曲
全曲共通　作詞・作曲・編曲：山根康広
1. SINCERELY
2. 太陽光線
3. SINCERELY （Instrumental）
4. 太陽光線（Instrumental）